# Jelena Dmitrijewna Stassowa

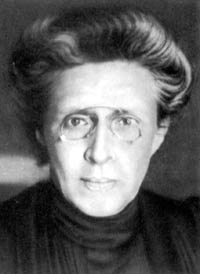
Portraitfoto von Jelena Stassowa aus den 1920er Jahren

Jelena Dmitrijewna Stassowa (russisch Еле́на Дми́триевна Ста́сова; * 3. Oktoberjul. / 15. Oktober 1873greg. in Sankt Petersburg; † 31. Dezember 1966 in Moskau) war eine russisch-sowjetische Revolutionärin und Politikerin.

## Leben
Jelena Stassowa war Tochter des bekannten Juristen Dmitri Stassow, der in großen Gerichtsprozessen jener Zeit auftrat und außerdem einer der Mitbegründer des Sankt Petersburger Konservatoriums und der Russischen Musikgesellschaft war. Ihr Onkel war der Kunstkritiker Wladimir Stassow. Bis zum Alter von 13 Jahren erhielt Stassowa Hausunterricht, bevor sie in die 5. Klasse eines Gymnasiums eintrat, das sie 1890 mit einer „Goldenen Medaille“ für ausgezeichnete Leistungen abschloss und das Recht erhielt, an Sonntagsschulen Russische Sprache und Literatur zu unterrichten.
Im Alter von 20 Jahren machte Stassowa die Bekanntschaft von Nadeschda Krupskaja, der späteren Ehefrau Lenins. Gemeinsam begannen sie, an Sonntagsschulen zu unterrichten und dort die Ideen der russischen Sozialdemokratie zu verbreiten. 1898 wurde sie aktives Mitglied des „Kampfbundes zur Befreiung der Arbeiterklasse“, einer Vorgängerorganisation der Sozialdemokratischen Arbeiterpartei Russlands (SDAPR) und späteren Kommunistische Partei der Sowjetunion (KPdSU), und war an Parteiarbeit in Sankt Petersburg, Orjol, Moskau, Minsk und Wilna beteiligt. Sie war Sekretärin des Petersburger Komitees und des „Nordbüros“ des Zentralkomitees der SDAPR.
Die Jahre 1905 und 1906 verbrachte sie in der Emigration in der Schweiz, wo sie beim Exil-Zentralkomitee der SDAPR arbeitete und an der Herausgabe der Zeitung „Das Proletariat“ beteiligt war. 1906 war sie am Schmuggel von Waffen, Geld und Parteiarbeitern über die Grenze des Großfürstentums Finnland beteiligt, von 1907 bis 1912 war sie Vertreterin des Zentralkomitees in Tiflis.
Während ihrer illegalen Parteiarbeit trug Jelena Stassowa die Decknamen Absolut, Warwara Iwanowna, Guschtscha („Dickicht“), Delnaja („Tüchtige“), Delta, Selma und Gerta. Nach ihrer Verhaftung und Verurteilung verbrachte sie die Jahre 1913 bis 1916 in der Verbannung im südsibirischen Dorf Kuragino.
Im Revolutionsjahr 1917 wurde Stassowa Kandidatin, von 1918 bis 1920 Mitglied des Zentralkomitees der Kommunistischen Partei Russlands (Bolschewiki), dabei Sekretärin des Petrograder Komitees. 1918 war sie Mitbegründerin und Präsidiumsmitglied der Petrograder Tscheka.

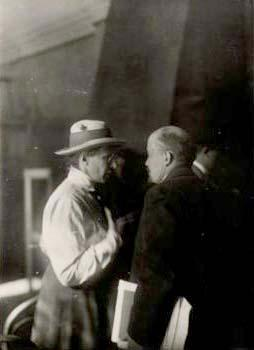
Stassowa und Lenin auf dem 2. Komintern-Kongress 1920

Im September 1920 wurde Stassowa Sekretärin des Präsidiums des Rates für „Propaganda und Tat der Völker des Ostens“ und Mitglied des Kaukasischen Büros des Zentralkomitees der Partei. Von 1921 bis 1925 arbeitete sie als Verbindungsfrau im Apparat der Kommunistischen Partei Deutschlands und Vertreterin des Exekutivkomitees der Kommunistischen Internationale in Berlin.
1925 kehrte Stassowa in die Sowjetunion zurück und war bis 1937 Vorsitzende des sowjetischen Zentralkomitees der Internationalen Rote Hilfe und stellvertretende Vorsitzende des Exekutivkomitees der Organisation. In dieser Eigenschaft wurde sie 1932 auf dem Amsterdamer Antikriegskongress zum Mitglied eines Welt-Antikriegs- und Antifaschistischen Komitees und nahm 1934 an der Gründung eines Welt-Antikriegs- und Antifaschistischen Frauenkomitees teil.
Von 1930 bis 1934 war Stassowa zudem Mitglied der Zentralen Kontrollkommission der KPdSU, von 1935 bis 1943 Mitglied der Internationalen Kontrollkommission der Komintern. Daneben war sie zwischen 1938 und 1946 Redakteurin der sowjetischen Zeitschrift „Internazionalnaja Literatura“.
1946 ging Jelena Stassowa in Rente. 1948 erhielt sie eine „strenge Parteirüge“ vom Zentralkomitee der KPdSU für die „Lobpreisung“ des 1938 unter Josef Stalin hingerichteten Nikolai Bucharin.
Stassowas Urne wurde auf dem Moskauer Roten Platz an der Kremlmauer beigesetzt.

## Ehrungen
Jelena Stassowa wurde viermal mit dem Leninorden ausgezeichnet und war Heldin der sozialistischen Arbeit.
Am Haus an der Uferstraße in Kremlnähe wurde eine Gedenktafel angebracht:

„In diesem Haus lebte von 1932 bis 1966 die Berufsrevolutionärin, aktive Teilnehmerin der Großen Sozialistischen Oktoberrevolution, Mitglied der KPdSU seit 1898 und Heldin der sozialistischen Arbeit Jelena Dmitrijewna Stassowa“

Nach Jelena Stassowa wurden das von der Internationalen Roten Hilfe 1933 in Iwanowo gegründete und bis heute existierende „Internationale Kinderheim“ (Interdom) sowie Straßen in mehreren Städten, darunter Moskau und Sankt Petersburg, benannt.

## Werke
- Stranicy žizny i borby (1960; „Seiten des Lebens und des Kampfes“, Autobiografie)
- Stasova, Elena Dmitrijevna: Genossin „Absolut“: Erinnerungen. Dietz-Verlag, Berlin 1969, 2. Auflage 1978